# Lễ phục
Lễ phục là loại trang phục được mặc trong những dịp rất đặc biệt (nghi lễ) như lễ đăng quang, lễ tốt nghiệp, buỗi diễu hành, buổi thờ phượng tôn giáo hoặc buổi xét xử tại tòa án. Trong nhiều nền văn hóa, lễ phục được coi là mức độ ăn mặc trang trọng nhất và có những quy tắc kèm theo. Một người mang lễ phục sẽ thường làm hoặc hành xử cho việc công, chứ không mang tính chất cá nhân. Một số loại lễ phục có thể kể ra như:
- Trang phục vương triều: long bào, vương miện, quyền trượng...
- Trang phục tòa án: áo choàng thụng, tóc giả...
- Trang phục ngoại giao
- Trang phục quân đội (quân phục)
- Trang phục tôn giáo (phẩm phục): áo lễ, áo cà-sa...
- Trang phục dân gian, trang phục truyền thống dân tộc: quốc phục
- Trang phục giáo dục: áo tốt nghiệp, đồng phục học sinh